# David Axmann
David Axmann (* 1947 in Wien; † März 2015) war ein österreichischer Publizist und Literaturkritiker.
Axmann studierte Germanistik, Geschichte und Philosophie und trat ab 1974 als Theaterkritiker der Tageszeitung Kurier hervor. Er war später in dem von Jörg Mauthe gegründeten Wiener Journal tätig. Friedrich Torberg ernannte Axmann zu seinem Nachlassverwalter. In dieser Funktion gab Axmann mehrere Bände mit Briefen und anderen Schriften Torbergs heraus. In den letzten Jahren war Axmann hauptsächlich für die Wiener Zeitung tätig.
Laut Hermann Schlösser ist Axmann der wienerisch-jüdischen Feuilleton-Tradition zuzurechnen. Die ausführlichen Nachrufe rühmten vor allem Axmanns sprachmächtigen Witz und seine präzise Formulierungskunst. Er starb unerwartet an einem Herzinfarkt.